# Robert H. McNaught
| Asteroides descubiertos: 480 | Asteroides descubiertos: 480 |
| --- | ---------------------------- |
| (3904) Honda | 22 de febrero de 1988        |
| (4093) Bennett | 4 de noviembre de 1986       |
| (4128) UKSTU | 28 de enero de 1988          |
| (4129) Richelen | 22 de febrero de 1988        |
| (4220) Flood | 22 de febrero de 1988        |
| (4456) Mawson | 27 de julio de 1989          |
| (4499) Davidallen | 4 de enero de 1989           |
| (4504) Jenkinson | 21 de diciembre de 1989      |
| (4638) Estens | 2 de marzo de 1989           |
| (4667) Robbiesh | 4 de noviembre de 1986       |
| (4678) Ninian | 24 de septiembre de 1990     |
| (4679) Sybil | 9 de octubre de 1990         |
| (4699) Sootan | 4 de noviembre de 1986       |
| (4704) Sheena | 28 de enero de 1988          |
| (4710) Wade | 4 de enero de 1989           |
| (4713) Steel | 26 de agosto de 1989         |
| (4953) 1990 MU | 23 de junio de 1990          |
| (4956) Noymer | 12 de noviembre de 1990      |
| (4974) Elford | 14 de junio de 1990          |
| (5007) Keay | 20 de octubre de 1990        |
| (5061) McIntosh | 22 de febrero de 1988        |
| (5066) Garradd | 22 de junio de 1990          |
| (5068) Cragg | 9 de octubre de 1990         |
| (5133) Phillipadams | 12 de agosto de 1990         |
| (5136) Baggaley | 20 de octubre de 1990        |
| (5189) 1990 UQ | 20 de octubre de 1990        |
| (5277) Brisbane | 22 de febrero de 1988        |
| (5329) Decaro | 21 de diciembre de 1989      |
| (5335) Damoclès | 18 de febrero de 1991        |
| (5378) Ellyett | 9 de abril de 1991           |
| (5380) Sprigg | 7 de mayo de 1991            |
| (5382) McKay | 8 de mayo de 1991            |
| (5441) Andymurray | 8 de mayo de 1991            |
| (5470) Kurtlindstrom | 28 de enero de 1988          |
| (5475) Hanskennedy | 26 de agosto de 1989         |
| (5558) Johnnapier | 24 de noviembre de 1989      |
| (5604) 1992 FE | 26 de marzo de 1992          |
| (5625) Jamesferguson | 7 de enero de 1991           |
| (5627) 1991 MA | 16 de junio de 1991          |
| (5645) 1990 SP | 20 de septiembre de 1990     |
| (5680) Nasmyth | 30 de diciembre de 1989      |
| (5682) Beresford | 9 de octubre de 1990         |
| (5691) Fredwatson | 26 de marzo de 1992          |
| (5739) Robertburns | 24 de noviembre de 1989      |
| (5742) 1990 TN4 | 9 de octubre de 1990         |
| (5747) 1991 CO3 | 10 de febrero de 1991        |
| (5782) Akirafujiwara | 7 de enero de 1991           |
| (5786) Talos | 3 de septiembre de 1991      |
| (5788) 1992 NJ | 1 de julio de 1992           |
| (5845) Davidbrewster | 19 de agosto de 1988         |
| (5883) Josephblack | 6 de noviembre de 1993       |
| (5914) Kathywhaler | 20 de noviembre de 1990      |
| (5961) Watt | 30 de diciembre de 1989      |
| (6012) Williammurdoch | 22 de septiembre de 1990     |
| (6019) Telford | 3 de septiembre de 1991      |
| (6021) 1991 TM | 1 de octubre de 1991         |
| (6038) 1989 EQ | 4 de marzo de 1989           |
| (6053) 1993 BW3 | 30 de enero de 1993          |
| (6130) Hutton | 24 de septiembre de 1989     |
| (6194) Denali | 12 de octubre de 1990        |
| (6316) 1990 TL6 | 9 de octubre de 1990         |
| (6322) 1991 CQ | 10 de febrero de 1991        |
| (6411) Tamaga | 8 de octubre de 1993         |
| (6454) 1991 UG1 | 29 de octubre de 1991        |
| (6455) 1992 HE | 25 de abril de 1992          |
| (6461) Adam | 4 de noviembre de 1993       |
| (6523) Clube | 1 de octubre de 1991         |
| (6564) Asher | 25 de enero de 1992          |
| (6708) Bobbievaile | 4 de enero de 1989           |
| (6870) Pauldavies | 28 de julio de 1992          |
| (6906) Johnmills | 19 de noviembre de 1990      |
| (6907) Harryford | 19 de noviembre de 1990      |
| (6916) Lewispearce | 27 de julio de 1992          |
| (6960) 1989 AL5 | 4 de enero de 1989           |
| (7096) Napier | 3 de noviembre de 1992       |
| (7120) Davidgavine | 4 de enero de 1989           |
| (7170) Livesey | 30 de junio de 1987          |
| (7177) 1990 TF | 9 de octubre de 1990         |
| (7247) Robertstirling | 12 de octubre de 1991        |
| (7345) Happer | 28 de julio de 1992          |
| (7350) 1993 VA | 7 de noviembre de 1993       |
| (7474) 1992 TC | 1 de octubre de 1992         |
| (7482) 1994 PC1 | 9 de agosto de 1994          |
| (7582) 1990 WL | 20 de noviembre de 1990      |
| (7588) 1992 FJ1 | 24 de marzo de 1992          |
| (7604) Kridsadaporn | 31 de agosto de 1995         |
| (7660) 1993 VM1 | 5 de noviembre de 1993       |
| (7761) 1990 SL | 20 de septiembre de 1990     |
| (7822) 1991 CS | 13 de febrero de 1991        |
| (7839) 1994 ND | 3 de julio de 1994           |
| (7888) 1993 UC | 20 de octubre de 1993        |
| (7977) 1977 QQ5 | 21 de agosto de 1977         |
| (8028) Joeengle | 30 de agosto de 1991         |
| (8030) Williamknight | 29 de septiembre de 1991     |
| (8037) 1993 HO1 | 20 de abril de 1993          |
| (8113) Matsue [1] | 21 de abril de 1996          |
| (8115) Sakabe [2] | 24 de abril de 1996          |
| (8176) 1991 WA | 29 de noviembre de 1991      |
| (8218) Hosty | 8 de mayo de 1996            |
| (8219) 1996 JL [3] | 10 de mayo de 1996           |
| (8283) Edinburgh | 30 de septiembre de 1991     |
| (8368) 1991 DM | 20 de febrero de 1991        |
| (8486) 1989 QV | 26 de agosto de 1989         |
| (8515) Corvan | 4 de septiembre de 1991      |
| (8653) 1990 KE | 20 de mayo de 1990           |
| (8654) 1990 KC1 | 20 de mayo de 1990           |
| (8842) 1990 KF | 20 de mayo de 1990           |
| (8899) 1995 SX29 | 22 de septiembre de 1995     |
| (9047) 1991 QF | 30 de agosto de 1991         |
| (9349) Lucas | 30 de septiembre de 1991     |
| (9391) 1994 PH1 | 14 de agosto de 1994         |
| (9583) 1990 HL1 | 28 de abril de 1990          |
| (9594) Garstang | 4 de septiembre de 1991      |
| (9714) 1975 LF1 | 1 de junio de 1975           |
| (9843) Braidwood | 4 de enero de 1989           |
| (9850) 1990 TM5 | 9 de octubre de 1990         |
| (9853) 1991 AN2 | 7 de enero de 1991           |
| (9855) 1991 CU | 7 de febrero de 1991         |
| (9857) 1991 EN | 10 de marzo de 1991          |
| (9873) 1992 GH | 9 de abril de 1992           |
| (9881) 1994 SE | 25 de septiembre de 1994     |
| (9899) 1996 EH | 12 de marzo de 1996          |
| (9984) Gregbryant [4] | 18 de abril de 1996          |
| (9985) Akiko [1] | 12 de mayo de 1996           |
| (10058) 1988 DD5 | 25 de febrero de 1988        |
| (10098) 1991 SC1 | 30 de septiembre de 1991     |
| (10188) Yasuoyoneda [2] | 14 de mayo de 1996           |
| (10342) 1991 TQ | 1 de octubre de 1991         |
| (10511) 1989 OD | 21 de julio de 1989          |
| (10525) 1990 TO | 12 de octubre de 1990        |
| (10736) Marybrück | 22 de febrero de 1988        |
| (10737) Brück | 25 de febrero de 1988        |
| (10773) Jamespaton | 7 de enero de 1991           |
| (10841) Ericforbes | 12 de agosto de 1994         |
| (11030) 1988 PK | 13 de agosto de 1988         |
| (11036) 1989 AW5 | 4 de enero de 1989           |
| (11052) 1990 WM | 20 de noviembre de 1990      |
| (11062) 1991 SN | 30 de septiembre de 1991     |
| (11093) 1994 HD | 17 de abril de 1994          |
| (11597) 1995 KL1 | 31 de mayo de 1995           |
| (11889) 1991 AH2 | 7 de enero de 1991           |
| (11890) 1991 FF | 18 de marzo de 1991          |
| (11903) 1991 RD7 | 2 de septiembre de 1991      |
| (12263) 1989 YA4 | 30 de diciembre de 1989      |
| (12273) 1990 TS4 | 9 de octubre de 1990         |
| (12305) 1991 TE1 | 12 de octubre de 1991        |
| (12378) 1994 PK1 | 15 de agosto de 1994         |
| (12446) Juliabryant [4] | 15 de agosto de 1996         |
| (12705) 1990 TJ | 12 de octubre de 1990        |
| (12732) 1991 TN | 1 de octubre de 1991         |
| (12819) Susumutakahasi [2] | 12 de mayo de 1996           |
| (13016) 1988 DB5 | 25 de febrero de 1988        |
| (13020) 1988 PW2 | 10 de agosto de 1988         |
| (13036) 1989 YO3 | 30 de diciembre de 1989      |
| (13060) 1991 EJ | 10 de marzo de 1991          |
| (13110) 1993 LS1 | 15 de junio de 1993          |
| (13120) 1993 VU7 | 4 de noviembre de 1993       |
| (13176) Kobedaitenken [1] | 21 de abril de 1996          |
| (13505) 1989 AB3 | 4 de enero de 1989           |
| (13506) 1989 AF3 | 4 de enero de 1989           |
| (13507) 1989 AN5 | 4 de enero de 1989           |
| (13517) 1990 UU1 | 20 de octubre de 1990        |
| (13522) 1991 FG | 18 de marzo de 1991          |
| (13537) 1991 SG | 29 de septiembre de 1991     |
| (13538) 1991 ST | 30 de septiembre de 1991     |
| (13539) 1991 TY | 2 de octubre de 1991         |
| (13551) Gadsden | 26 de marzo de 1992          |
| (13929) 1988 PL | 13 de agosto de 1988         |
| (13953) 1990 TO4 | 9 de octubre de 1990         |
| (13957) NARIT | 7 de enero de 1991           |
| (13968) 1991 RE7 | 2 de septiembre de 1991      |
| (14374) 1989 SA | 21 de septiembre de 1989     |
| (14409) 1991 RM1 | 5 de septiembre de 1991      |
| (14420) Massey | 30 de septiembre de 1991     |
| (14421) 1991 SA1 | 30 de septiembre de 1991     |
| (14464) 1993 HC1 | 21 de abril de 1993          |
| (14471) 1993 SG1 | 21 de septiembre de 1993     |
| (14879) 1991 AL2 | 7 de enero de 1991           |
| (15227) 1986 VA | 4 de noviembre de 1986       |
| (15234) 1988 BJ5 | 28 de enero de 1988          |
| (15235) 1988 DA5 | 25 de febrero de 1988        |
| (15270) 1991 AE2 | 7 de enero de 1991           |
| (15289) 1991 TL | 1 de octubre de 1991         |
| (15290) 1991 TF1 | 12 de octubre de 1991        |
| (15334) 1993 UE | 20 de octubre de 1993        |
| (15337) 1993 VT2 | 7 de noviembre de 1993       |
| (15368) Katsuji [2] | 14 de mayo de 1996           |
| (15725) 1990 TX4 | 9 de octubre de 1990         |
| (15726) 1990 TG5 | 9 de octubre de 1990         |
| (15848) 1995 YJ4 | 28 de diciembre de 1995      |
| (16440) 1989 EN5 | 2 de marzo de 1989           |
| (16460) 1989 YF1 | 30 de diciembre de 1989      |
| (16468) 1990 HW1 | 27 de abril de 1990          |
| (16489) 1990 SG | 17 de septiembre de 1990     |
| (16504) 1990 TR5 | 9 de octubre de 1990         |
| (16506) 1990 UH1 | 20 de octubre de 1990        |
| (16517) 1990 WD | 19 de noviembre de 1990      |
| (16657) 1993 UB | 23 de octubre de 1993        |
| (17411) 1988 DF3 | 22 de febrero de 1988        |
| (17425) 1989 AM3 | 4 de enero de 1989           |
| (17448) 1990 HU1 | 27 de abril de 1990          |
| (17485) 1991 RP9 | 5 de septiembre de 1991      |
| (17487) 1991 SY | 30 de septiembre de 1991     |
| (17503) Celestechild | 26 de marzo de 1992          |
| (17555) 1993 VC5 | 4 de noviembre de 1993       |
| (17640) Mount Stromlo [4] | 15 de agosto de 1996         |
| (18376) Quirk | 30 de septiembre de 1991     |
| (18377) 1991 SH1 | 28 de septiembre de 1991     |
| (18393) 1992 QB | 19 de agosto de 1992         |
| (18412) Kruszelnicki | 13 de junio de 1993          |
| (18413) Adamspencer | 13 de junio de 1993          |
| (18496) 1996 JN1 | 9 de mayo de 1996            |
| (18506) 1996 PY6 [4] | 15 de agosto de 1996         |
| (18514) 1996 TE11 | 14 de octubre de 1996        |
| (19146) 1989 YY | 30 de diciembre de 1989      |
| (19147) 1989 YV4 | 30 de diciembre de 1989      |
| (19151) 1990 KD1 | 20 de mayo de 1990           |
| (19170) 1991 FH | 18 de marzo de 1991          |
| (19181) 1991 SD1 | 30 de septiembre de 1991     |
| (19261) 1995 MB | 21 de junio de 1995          |
| (19986) 1990 KD | 20 de mayo de 1990           |
| (20002) Tillysmith | 10 de marzo de 1991          |
| (20015) 1991 SR | 30 de septiembre de 1991     |
| (20043) Ellenmacarthur | 2 de marzo de 1993           |
| (20086) 1994 LW | 12 de junio de 1994          |
| (20111) 1995 SO5 | 22 de septiembre de 1995     |
| (20494) 1999 PM1 | 3 de agosto de 1999          |
| (20691) 1999 VY72 | 11 de noviembre de 1999      |
| (21005) 1988 BF5 | 28 de enero de 1988          |
| (21063) 1991 JC2 | 8 de mayo de 1991            |
| (21073) Darksky | 4 de septiembre de 1991      |
| (21100) 1992 OB | 26 de julio de 1992          |
| (21150) 1993 LF1 | 13 de junio de 1993          |
| (21151) 1993 LO1 | 13 de junio de 1993          |
| (21153) 1993 MF1 | 18 de junio de 1993          |
| (21193) 1994 PJ1 | 14 de agosto de 1994         |
| (21194) 1994 PN1 | 11 de agosto de 1994         |
| (21262) Kanba [1] | 24 de abril de 1996          |
| (22326) 1991 SZ | 30 de septiembre de 1991     |
| (22327) 1991 TS | 1 de octubre de 1991         |
| (22367) 1993 MZ | 18 de junio de 1993          |
| (23183) 2000 OY21 | 28 de julio de 2000          |
| (23449) 1988 BG5 | 28 de enero de 1988          |
| (23453) 1988 QR | 19 de agosto de 1988         |
| (23474) 1990 UX1 | 20 de octubre de 1990        |
| (23480) 1991 EL | 10 de marzo de 1991          |
| (23493) 1991 SO | 30 de septiembre de 1991     |
| (23615) 1996 FK12 | 28 de marzo de 1996          |
| (24660) 1988 BH5 | 28 de enero de 1988          |
| (24672) 1989 OJ | 27 de julio de 1989          |
| (24680) Alleven | 30 de diciembre de 1989      |
| (24688) 1990 KE1 | 20 de mayo de 1990           |
| (24698) 1990 TU4 | 9 de octubre de 1990         |
| (24718) 1991 SW | 30 de septiembre de 1991     |
| (24719) 1991 SE1 | 30 de septiembre de 1991     |
| (24721) 1991 TJ | 1 de octubre de 1991         |
| (24722) 1991 TK | 1 de octubre de 1991         |
| (24819) 1994 XY4 | 6 de diciembre de 1994       |
| (26098) 1989 AN3 | 4 de enero de 1989           |
| (26118) 1991 TH | 1 de octubre de 1991         |
| (26142) 1994 PL1 | 3 de agosto de 1994          |
| (26152) 1994 UF | 24 de octubre de 1994        |
| (26903) 1995 YT3 | 20 de diciembre de 1995      |
| (27723) 1990 QA | 19 de agosto de 1990         |
| (27738) 1990 TT4 | 9 de octubre de 1990         |
| (27743) 1990 VM | 8 de noviembre de 1990       |
| (27760) 1991 RB7 | 2 de septiembre de 1991      |
| (27766) 1991 TO | 1 de octubre de 1991         |
| (27767) 1991 TP | 1 de octubre de 1991         |
| (27784) 1992 OE | 27 de julio de 1992          |
| (27842) 1994 QJ | 28 de agosto de 1994         |
| (28395) 1999 RZ42 | 3 de septiembre de 1999      |
| (29143) 1988 DK | 22 de febrero de 1988        |
| (29213) 1991 SJ | 29 de septiembre de 1991     |
| (30795) 1989 AR5 | 4 de enero de 1989           |
| (30808) 1989 YA2 | 30 de diciembre de 1989      |
| (30824) 1990 TD | 9 de octubre de 1990         |
| (30930) 1993 UF | 20 de octubre de 1993        |
| (30969) 1995 BP2 | 29 de enero de 1995          |
| (31017) 1996 EH2 | 15 de marzo de 1996          |
| (31044) 1996 NY | 11 de julio de 1996          |
| (32171) 2000 ND10 | 1 de julio de 2000           |
| (32802) 1990 SK | 20 de septiembre de 1990     |
| (35107) 1991 VH | 9 de noviembre de 1991       |
| (35134) 1992 RE | 4 de septiembre de 1992      |
| (35159) 1993 LH1 | 13 de junio de 1993          |
| (35183) 1993 UY2 | 20 de octubre de 1993        |
| (35198) 1994 PM1 | 9 de agosto de 1994          |
| (37638) 1993 VB | 6 de noviembre de 1993       |
| (37649) 1994 FC | 19 de marzo de 1994          |
| (37650) 1994 FP | 21 de marzo de 1994          |
| (39532) 1990 HZ1 | 27 de abril de 1990          |
| (39561) 1992 QA | 19 de agosto de 1992         |
| (39563) 1992 RB | 2 de septiembre de 1992      |
| (39591) 1993 LR1 | 15 de junio de 1993          |
| (39618) 1994 LT | 12 de junio de 1994          |
| (39636) 1995 BQ2 | 29 de enero de 1995          |
| (41504) 2000 QY148 | 29 de agosto de 2000         |
| (42490) 1991 SU | 30 de septiembre de 1991     |
| (42491) 1991 TF | 1 de octubre de 1991         |
| (42847) 1999 RC43 | 11 de septiembre de 1999     |
| (42930) 1999 TM11 | 6 de octubre de 1999         |
| (42933) 1999 TR19 | 15 de octubre de 1999        |
| (43764) 1988 BL5 | 28 de enero de 1988          |
| (43797) 1991 AF2 | 7 de enero de 1991           |
| (43869) 1994 RD11 | 10 de septiembre de 1994     |
| (46544) 1988 QO | 19 de agosto de 1988         |
| (46568) Stevenlee | 30 de septiembre de 1991     |
| (46597) 1993 DK2 | 24 de febrero de 1993        |
| (46605) 1993 HQ1 | 18 de abril de 1993          |
| (46667) 1996 HM2 | 18 de abril de 1996          |
| (48438) 1989 WJ2 | 21 de noviembre de 1989      |
| (48440) 1989 YO2 | 30 de diciembre de 1989      |
| (48462) 1991 RT6 | 3 de septiembre de 1991      |
| (48467) 1991 SB1 | 30 de septiembre de 1991     |
| (48527) 1993 LC1 | 13 de junio de 1993          |
| (48560) 1993 UX2 | 20 de octubre de 1993        |
| (48561) 1993 UZ2 | 21 de octubre de 1993        |
| (48605) 1995 CW1 | 7 de febrero de 1995         |
| (50365) 2000 CP77 | 7 de febrero de 2000         |
| (52290) 1990 SF | 17 de septiembre de 1990     |
| (52297) 1991 CH2 | 12 de febrero de 1991        |
| (52310) 1991 VJ | 9 de noviembre de 1991       |
| (52338) 1992 RH1 | 2 de septiembre de 1992      |
| (52439) 1994 QL | 16 de agosto de 1994         |
| (52440) 1994 QN | 26 de agosto de 1994         |
| (52460) 1995 DA3 | 24 de febrero de 1995        |
| (55740) 1989 YL2 | 30 de diciembre de 1989      |
| (55770) 1992 OW | 28 de julio de 1992          |
| (56801) 2000 PF9 | 6 de agosto de 2000          |
| (58177) 1990 TB6 | 9 de octubre de 1990         |
| (58178) 1990 UY1 | 20 de octubre de 1990        |
| (58187) 1991 TD | 1 de octubre de 1991         |
| (58291) 1994 GA | 1 de abril de 1994           |
| (58296) 1994 LF1 | 2 de junio de 1994           |
| (58325) 1994 RE11 | 11 de septiembre de 1994     |
| (58330) 1994 TK | 3 de octubre de 1994         |
| (58419) 1996 BD4 | 26 de enero de 1996          |
| (59798) 1999 PO1 | 3 de agosto de 1999          |
| (61349) 2000 PD9 | 6 de agosto de 2000          |
| (61350) 2000 PL9 | 6 de agosto de 2000          |
| (61731) 2000 QV148 | 29 de agosto de 2000         |
| (65671) 1988 DE3 | 22 de febrero de 1988        |
| (65690) 1991 DG | 20 de febrero de 1991        |
| (65706) 1992 NA | 1 de julio de 1992           |
| (65717) 1993 BX3 | 31 de enero de 1993          |
| (65730) 1993 LP1 | 14 de junio de 1993          |
| (65750) 1993 UV2 | 20 de octubre de 1993        |
| (68728) 2002 EP6 | 6 de marzo de 2002           |
| (69307) 1992 ON | 28 de julio de 1992          |
| (69331) 1993 LE1 | 13 de junio de 1993          |
| (69332) 1993 LJ1 | 13 de junio de 1993          |
| (69401) 1995 QV3 | 26 de agosto de 1995         |
| (70453) 1999 TS19 | 15 de octubre de 1999        |
| (73674) 1988 BN5 | 28 de enero de 1988          |
| (73698) 1991 TE | 1 de octubre de 1991         |
| (73804) 1995 RG | 3 de septiembre de 1995      |
| (74820) 1999 TN11 | 7 de octubre de 1999         |
| (79139) 1991 SP | 30 de septiembre de 1991     |
| (79141) 1991 TB | 1 de octubre de 1991         |
| (79220) 1994 PO1 | 12 de agosto de 1994         |
| (85159) 1988 DL | 22 de febrero de 1988        |
| (85166) 1989 OC | 21 de julio de 1989          |
| (85212) 1992 RF | 4 de septiembre de 1992      |
| (85236) 1993 KH | 24 de mayo de 1993           |
| (86067) 1999 RM28 | 3 de septiembre de 1999      |
| (86480) 2000 CT97 | 9 de febrero de 2000         |
| (87275) 2000 PZ8 | 4 de agosto de 2000          |
| (87276) 2000 PE9 | 6 de agosto de 2000          |
| (90705) 1989 AZ5 | 4 de enero de 1989           |
| (90710) 1990 TF6 | 9 de octubre de 1990         |
| (90731) 1992 OC | 26 de julio de 1992          |
| (90809) 1995 DX2 | 24 de febrero de 1995        |
| (90810) 1995 DY2 | 24 de febrero de 1995        |
| (90862) 1996 KM1 [4] | 22 de mayo de 1996           |
| (92587) 2000 PH9 | 6 de agosto de 2000          |
| (93048) 2000 SB7 | 22 de septiembre de 2000     |
| (94045) 2000 XO54 | 11 de diciembre de 2000      |
| (95683) 2002 JA | 2 de mayo de 2002            |
| (96179) 1988 DX4 | 25 de febrero de 1988        |
| (96237) 1993 VL1 | 4 de noviembre de 1993       |
| (97520) 2000 DA18 | 25 de febrero de 2000        |
| (100044) 1991 TX | 1 de octubre de 1991         |
| (100118) 1993 GL1 | 13 de junio de 1993          |
| (100201) 1994 FD | 19 de marzo de 1994          |
| (100202) 1994 GB | 2 de abril de 1994           |
| (100276) 1994 XV | 6 de diciembre de 1994       |
| (100333) 1995 SN5 | 22 de septiembre de 1995     |
| (101969) 1999 RJ45 | 13 de septiembre de 1999     |
| (103806) 2000 DZ17 | 25 de febrero de 2000        |
| (105107) 2000 LY14 | 2 de junio de 2000           |
| (105211) Sanden | 29 de julio de 2000          |
| (119904) 2002 EX6 | 6 de marzo de 2002           |
| (120152) 2003 HJ1 | 21 de abril de 2003          |
| (120640) 1996 PN [4] | 9 de agosto de 1996          |
| (122215) 2000 NE10 | 1 de julio de 2000           |
| (127451) 2002 PZ140 | 14 de agosto de 2002         |
| (127934) 2003 HK1 | 22 de abril de 2003          |
| (129493) 1995 BM2 | 29 de enero de 1995          |
| (132161) 2002 EZ6 | 6 de marzo de 2002           |
| (132790) 2002 PW140 | 14 de agosto de 2002         |
| (134366) 1995 LC | 1 de junio de 1995           |
| (134371) 1995 RH | 3 de septiembre de 1995      |
| (134380) 1995 YH4 | 28 de diciembre de 1995      |
| (135737) 2002 PV140 | 14 de agosto de 2002         |
| (135738) 2002 PX140 | 14 de agosto de 2002         |
| (136121) 2003 OA | 18 de julio de 2003          |
| (136770) 1996 PC1 | 11 de agosto de 1996         |
| (139462) 2001 OD84 | 22 de julio de 2001          |
| (141492) 2002 EB7 | 6 de marzo de 2002           |
| (148513) 2001 OE113 | 22 de julio de 2001          |
| (152558) 1990 SA | 16 de septiembre de 1990     |
| (152561) 1991 RB | 4 de septiembre de 1991      |
| (153031) 2000 PM9 | 6 de agosto de 2000          |
| (154594) 2003 OB | 18 de julio de 2003          |
| (158013) 2000 QW148 | 29 de agosto de 2000         |
| (159367) 1977 OX | 22 de julio de 1977          |
| (160019) 1994 FE | 19 de marzo de 1994          |
| (160325) 2003 NV1 | 2 de julio de 2003           |
| (160509) 1990 EG5 | 4 de marzo de 1990           |
| (162003) 1991 TG | 1 de octubre de 1991         |
| (162014) 1994 RF11 | 11 de septiembre de 1994     |
| (162015) 1994 TF2 | 5 de octubre de 1994         |
| (162039) 1996 JG | 8 de mayo de 1996            |
| (163189) 2002 EU6 | 6 de marzo de 2002           |
| (166485) 2002 PA141 | 14 de agosto de 2002         |
| (168334) 1994 PQ1 | 12 de agosto de 1994         |
| (175706) 1996 FG3 | 26 de marzo de 1996          |
| (180825) 2005 GS9 | 2 de abril de 2005           |
| (181748) 1996 DC2 | 26 de febrero de 1996        |
| (183029) 2002 PU140 | 14 de agosto de 2002         |
| (191096) 2002 EO6 | 6 de marzo de 2002           |
| (192290) 1989 QT | 26 de agosto de 1989         |
| (196415) 2003 HE | 24 de abril de 2003          |
| (196516) 2003 OJ | 18 de julio de 2003          |
| (201500) 2003 LV2 | 2 de junio de 2003           |
| (210831) 2001 OB84 | 17 de julio de 2001          |
| (213008) 1995 DB3 | 24 de febrero de 1995        |
| (215100) 1992 RD | 2 de septiembre de 1992      |
| (215101) 1995 LB | 1 de junio de 1995           |
| (215591) 2003 OH | 18 de julio de 2003          |
| (222829) 2002 EG | 6 de marzo de 2002           |
| (225333) 1998 QB105 | 30 de agosto de 1998         |
| (229915) 1990 SH | 17 de septiembre de 1990     |
| (229958) 1999 RD43 | 13 de septiembre de 1999     |
| (231786) 2000 CU97 | 9 de febrero de 2000         |
| (238116) 2003 OE | 18 de julio de 2003          |
| (242493) 2004 WO12 | 22 de noviembre de 2004      |
| (244274) 2002 EC7 | 6 de marzo de 2002           |
| (246877) 1995 DZ2 | 24 de febrero de 1995        |
| (247742) 2003 LJ6 | 8 de junio de 2003           |
| (272282) 2005 SX | 22 de septiembre de 2005     |
| (282357) 2003 HL1 | 22 de abril de 2003          |
| (297244) 1994 UW1 | 29 de octubre de 1994        |
| (297249) 1995 DQ2 | 25 de febrero de 1995        |
| (301855) 1995 CY1 | 7 de febrero de 1995         |
| (306611) 2000 PA9 | 4 de agosto de 2000          |
| (322074) 2010 VB112 | 13 de abril de 2004          |
| (322532) 2011 YQ20 | 31 de marzo de 2004          |
| (322716) 2000 PG9 | 6 de agosto de 2000          |
| (322928) 2002 ET6 | 6 de marzo de 2002           |
| (326485) 2002 EQ6 | 6 de marzo de 2002           |
| (326487) 2002 EC51 | 6 de marzo de 2002           |
| (333929) 1999 UP2 | 16 de octubre de 1999        |
| (334768) 2003 SR76 | 18 de septiembre de 2003     |
| (337245) 2000 QX148 | 29 de agosto de 2000         |
| (347786) 2002 EY6 | 6 de marzo de 2002           |
| (350518) 2000 CH72 | 4 de febrero de 2000         |
| (360192) 1991 FB | 18 de marzo de 1991          |
| (376713) 1995 WQ5 | 24 de noviembre de 1995      |
| (380162) 2000 PB9 | 6 de agosto de 2000          |
| (380502) 2004 DZ69 | 4 de enero de 2004           |
| (382395) 1990 SM [5] | 22 de septiembre de 1990     |
| (382825) 2003 XB22 | 15 de diciembre de 2003      |
| (399785) 2005 NM63 | 5 de julio de 2005           |
| (415690) 1992 UB | 21 de octubre de 1992        |
| (423325) 2005 GT9 | 2 de abril de 2005           |
| (427510) 2002 ES6 | 6 de marzo de 2002           |
| (433940) 1995 QX9 | 18 de agosto de 1995         |
| (434084) 2002 CA19 | 6 de febrero de 2002         |
| 1. [1] codescubierto con Hiroshi Abe 2. [2] codescubierto con Yasukazu Ikari 3. [3] codescubierto con Takuo Kojima 4. [4] codescubierto con Jack B. Child 5. [5] codescubierto con P. McKenzie |                              |

Robert H. McNaught (Escocia, 1956) es un astrónomo escocés-australiano perteneciente a la Escuela de Investigación de Astronomía y Astrofísica de la Universidad Nacional Australiana (ANU). Ha colaborado con David J. Asher del Observatorio de Armagh.

## Trabajo
McNaught es un descubridor prolífico de asteroides y cometas, descrito como "el descubridor más grande de cometas del mundo". Participó en el Siding Spring Survey (SSS) usando el Uppsala Southern Schmidt Telescope. de la ANU. Descubrió el Gran cometa Cometa McNaught el 7 de agosto de 2006, el cometa más brillante en varias décadas, fácilmente visible a simple vista para los observadores del hemisferio sur. Durante algún tiempo, el SSS fue el único programa activo de seguimiento de objetos próximos a la Tierra en el hemisferio sur. El programa finalizó en 2013, después de agotarse la financiación.
McNaught trabajó previamente en el Anglo-Australian Near-Earth Asteroid Survey de 1990 a 1996.

## Otros trabajos
McNaught trabajó en la cámara de seguimiento por satélite de la Universidad de Aston, originalmente emplazada fuera de Evesham en 1982, después en Herstmonceux y más recientemente en Siding Spring. En su tiempo libre dirigió con éxito patrullas para localizar estrellas novas. También se ha dedicado a identificar imágenes de prenovas y estrellas variables inusuales en placas de reconocimiento, midiendo sus posiciones; realiza observaciones astrométricas de cometas y planetas menores y observaciones fotométricas de cometas y novas. También realiza un extenso trabajo de observación y computación sobre meteoritos, así como sobre ocultaciones de planetas menores.

## Financiación
El 11 de julio de 2012 se anunció que la financiación de McNaught por la NASA iba a ser suprimida, y que sería financiado temporalmente por la ANU. A finales de 2012, la ANU informó que ya no podía apoyar el programa y que los fondos no estarían disponibles a partir de enero de 2013.

## Reconocimientos
- El asteroide principal del cinturón principal (3173) McNaught, descubierto por Edward Bowell en la Estación Anderson Mesa en 1981, lleva su nombre, siguiendo una sugerencia de David Seargent.[8]

## Lista de descubrimientos comentarios
En total, McNaught ha descubierto 82 cometas:

### Periodo Largo
McNaught ha descubierto 44 cometas de periodo largo:
- C/1987 U3 (o 1987 XXXII, 1987b1)
- C/2005 E2
- C/2005 L2
- C/2005 L3
- C/2005 S4
- C/2006 B1
- C/2006 E1
- C/2006 K1
- C/2006 K3
- C/2006 L2
- C/2006 P1 (Gran Cometa de 2007)
- C/2006 Q1
- C/2007 K6
- C/2007 M1
- C/2007 P1
- C/2007 T1
- C/2007 Y2
- C/2008 A1
- C/2008 J4
- C/2009 F2
- C/2009 F4
- C/2009 F5
- C/2009 K5
- C/2009 R1
- C/2009 T1
- C/2010 J2
- C/2011 C1
- C/2011 G1
- C/2011 L2
- C/2011 L3
- C/2011 N2
- C/2011 Q2
- C/2011 R1
- C/2012 C1
- C/2012 H2
- C/2012 K6
- C/2012 T4
- C/2012 Y3
- C/2013 A1
- C/2013 E1
- C/2013 F3
- C/2013 G2
- C/2013 G7
- C/2013 J3
- C/2013 O3

### Periodo Corto
McNaught ha descubierto 26 cometas de periodo corto:
- 191P/McNaught
- 220P/McNaught
- 254P/McNaught
- 260P/McNaught
- 278P/McNaught
- P/2004 R1 (McNaught)
- P/2005 J1 (McNaught)
- P/2005 L1 (McNaught)
- P/2005 Y2 (McNaught)
- P/2006 G1 (McNaught)
- P/2006 H1 (McNaught)
- P/2007 H1 (McNaught)
- P/2008 J3 (McNaught)
- P/2008 O2 (McNaught)
- P/2008 Y3 (McNaught)
- P/2009 Q5 (McNaught)
- P/2009 S2 (McNaught)
- P/2009 U4 (McNaught)
- P/2010 J5 (McNaught)
- P/2011 L1 (McNaught)
- P/2011 P1 (McNaught)
- P/2011 Q3 (McNaught)
- P/2012 O1 (McNaught)
- P/2012 O2 (McNaught)
- P/2012 O3 (McNaught)
- P/2013 J2 (McNaught)

### Codescubrimientos
McNaught es el codescubridor de los siguientes cometas:
- P/Catalina-McNaught (o P/2008 S1, 2008 JK)
- P/McNaught-Hartley (o P/1994 N2, 1994 XXXI, 1994n)
- Comet McNaught-Hartley (o C/1999 T1)
- Comet McNaught-Tritton (o C/1978 G2, 1978 XXVII)
- Comet McNaught-Watson (o C/1999 S2)

### Grupos
Cometas McNaught-Hughes
- C/1990 M1 (a.k.a. 1991 III, 1990g)
- 130P/McNaught-Hughes (o 1991 IX, 1991y)

Cometas McNaught-Russell
- C/1991 C3 (o 1990 XIX, 1991g)
- C/1991 Q1 (o 1992 XI, 1991v)
- C/1991 R1 (o 1990 XXII, 1991w)
- C/1993 Y1 (o 1994 XI, 1993v)
- 262P/McNaught-Russell (o 1994 XXIV, 1994u)